# Leonard Orr
Leonard Orr, nació en Walton (Nueva York) el 15 de noviembre de 1937, murió el 5 de septiembre de 2019. Fue conocido por ser el creador del rebirthing a finales de la década de 1960. 
Orr creía en la inmortalidad física y en la llamada conciencia de prosperidad, que él mismo define como la influencia que los pensamientos y las creencias que cada persona tiene sobre sí misma sobre el discurrir de su propia vida. Basándose en esta premisa, común a otros creadores de métodos de autosuperación, afirma que basta con pensar en el éxito para obtenerlo.[cita requerida]
Leonard Orr aseguró haber conocido doce yoguis inmortales, entre ellos a Mahavatar Babaji o Herakhan Baba, el mahavatar del linaje del kriya yoga, dado a conocer en Occidente por Paramahansa Yogananda, autor a su vez de Autobiografía de un yogui y fundador de la Self-Realization Fellowship. 
Con la ayuda de Sondra Ray y de Bob Mandel, creó el rebirthing. Desde entonces imparte charlas y talleres por numerosos países. 

## Algunas publicaciones
- Renacimiento en la nueva era (1983)
- Manual de sanación (1998)
- Rompiendo el hábito de morir (1998)

- Datos: Q3319111